# اچ‌ام‌اس لینکس (۱۷۹۴)
اچ‌ام‌اس لینکس (۱۷۹۴) (به انگلیسی: HMS Lynx (1794)) یک کشتی است که طول آن ۱۰۸ فوت ۴ اینچ (۳۳٫۰ متر) می‌باشد. این کشتی در سال ۱۷۹۴ ساخته شد.